# Laura Schroeder
Pour les articles homonymes, voir Schroeder.
Laura Schroeder, née le 7 juin 1980 à Luxembourg-Ville, est une réalisatrice et scénariste luxembourgeoise.

## Biographie
Schroedar est née à Luxembourg-Ville le 7 juin 1980. Elle obtient un master en sciences du cinéma à l'Université Paris-Sorbonne, puis un diplôme de troisième cycle en réalisation à la National Film and Television School de Londres. Elle débute dans le métier en tant qu'assistante réalisatrice de réalisateurs tels que Peter Greenaway, Frank Van Passel, Max Jacoby et Jean-Claude Schlim. Ensuite, elle écrit et réalise deux courts métrages, Senteurs (lb) en 2008 et Double Saut en 2010. Parmi ses autres films notables figurent Le Secret de Mélusine (2012) et Comeback (2012). En 2017, elle présente son premier long métrage, Barrage, à la Berlinale. Le film devient par la suite l'entrée du Luxembourg dans la catégorie du meilleur film en langue étrangère aux Oscars,. Elle reçoit un financement de 30 000 euros du Fonds cinématographique luxembourgeois pour son deuxième long métrage Maret en 2019.
Elle a désigné Jeanne Dielman, 23, quai du Commerce, 1080 Bruxelles, de Chantal Akerman, comme son film préféré réalisé par une femme.

## Filmographie

### Longs métrages
- 2012 : Le Secret de Mélusine (D'Schatzritter an d'Geheimnis vum Melusina)
- 2017 : Barrage
- 2023 : Maret

### Courts métrages
- 2005 : de pommes
- 2006 : Unto this last
- 2008 : Senteurs (lb)
- 2007 : Vrai Bavardage (clip musical)
- 2011 : Double Saut

### Documentaires
- 2015 : Verwëschte Grenzen
- 2019 : Brain Is Cool

## Théâtre
- 2016 : Das Ding aus dem Meer, Théâtres de la Ville, Luxembourg
- 2009 : Luxtime - Jacques Tati revisited (lb), Théâtre national du Luxembourg